# دیوید کارادین
دیوید کارادین (به انگلیسی: John Arthur Carradine) (۸ دسامبر ۱۹۳۶–۳ ژوئن ۲۰۰۹) بازیگر آمریکایی بود.

## گزیده فیلم‌شناسی
فهرست برخی از فیلم‌هایی که دیوید کارادین در آنها به ایفای نقش پرداخته است:
- ماچو کالاهان (۱۹۷۰)
- خداحافظی طولانی
- خیابان‌های پایین شهر
- مسابقه مرگ ۲۰۰۰
- گلوله توپ
- در راه افتخار
- تخم مار
- پرنده‌ای روی سیم
- حکومت نظامی
- بیل را بکش بخش ۱
- بیل را بکش بخش ۲
- انسان راست‌قامت
- کمیل
- ریچارد سوم
- مسابقه مرگ
- کرانک: ولتاژ بالا
- ال دورادو
- پیامبران کنار جاده
- مرده سقوط کن
- باکس‌کار برتا
- پروژه نهایی آرچی
- خانواده جدید سوئیسی رابینسون
- گری لیدی غرق شد
- آخرین ایستادگی در رودخانه صیبر

## مرگ
دیوید کارادین، در تاریخ ۳ ژوئن ۲۰۰۹ در هتلی در تایلند به دلیل اختناق شهوانی درگذشت.